# Nederlandse Bellamy Partij
Le Nederlandse Bellamy Partij est un parti politique néerlandais créé en 1945 et disparu en 1947. Il trouve cependant ses origines dès 1927, quand émerge un mouvement en faveur de la mise en pratique des idées utopistes d'Edward Bellamy, et plus encore à partir de 1933, lorsque naît le Internationale Vereniging Bellamy (IVB), en anglais International Bellamy Association, fort d'environ 10 000 adhérents à la fin des années trente, mais interdit sous l'occupation allemande durant la Seconde Guerre mondiale.